# Travassosius rufus
Travassosius rufus ist ein im Magen des Bibers parasitierender Fadenwurm. Die Erstbeschreibung stammt von einem Biber in Norwegen, Nachweise des Parasiten gibt es auch aus Schweden, Polen, Tschechien und der Slowakei. Im Magen eines einzigen Bibers wurden 2800 Exemplare des Parasiten gefunden.

## Merkmale
Travassosius rufus ist klein, sehr dünn und ziegelrot. Männchen sind 12 mm lang und haben einen Maximaldurchmesser von 0,18 mm, Weibchen sind 13 mm lang und maximal 0,19 mm dick. Zum Vorderende verjüngt sich der Durchmesser etwas, bei Weibchen auch zum Hinterende hin. Bei Männchen ist die Bursa copulatrix etwas dicker als der übrige Körper. Der Körper weist 20 Längsleisten auf, im Bereich des Kopfes ist der Körper quergestreift. Das Kopfende ist leicht gerundet und 0,03 mm dick. Die Mundöffnung ist von drei angedeuteten Lippen umgeben, die kleine Mundhöhle führt direkt in den Ösophagus. Im Halsbereich sind zwei kräftige seitliche Halspapillen ausgebildet. Der Ösophagus ist gerade, knapp 0,7 mm lang und erreicht am Ende seine Maximaldicke von 0,08 mm. Der Darm verläuft gerade und die Darmepithelzellen sind nicht pigmentiert. Die Analöffnung erhebt sich nicht über die Körperoberfläche und liegt 0,37 mm vor der Schwanzspitze. Die Ausscheidungspore zieht schräg durch die Kutikula und mündet auf der Bauchmitte, knapp 0,5 mm hinter dem Kopfende.
Die Hoden durchziehen den größten Teil des Körpers in der Längsachse. Dier beiden Samenbläschen sind spindelförmig erweitert, die Zementdrüse ist relativ lang und wird vom Samenleiter durchzogen, welcher in der Kloake mündet. Die Bursa copulatrix ist allseits geschlossen und ohne deutliche Grenze zwischen Rippen- und Seitenlappen. Die Bursarippen verhalten sich wie bei Travassosius. Der Genitalkonus ist eine kräftige Struktur, die vom Boden der Bursa entspringt. Seine abgerundete Spitze wird vom Kloakenkanal durchbohrt. Beidseits der Kloakenöffnung ist eine große Papille ausgebildet. Die beiden Spicula sind 0,185 mm lang. Ihr Kopfende ist tassenförmig mit einem verdickten Randsaum, der Körper weist auf der Unterseite eine Längsrinne auf und das Hinterende ist abgerundet und knopfartig. Weibchen haben zwei Ovarien und zwei Uteri, von denen jeder in einen Ovijektor endet. Die Vagina ist sehr kurz, die Vulva mündet 3,2 mm vor der Schwanzspitze.